# Sara Aşurbəyli

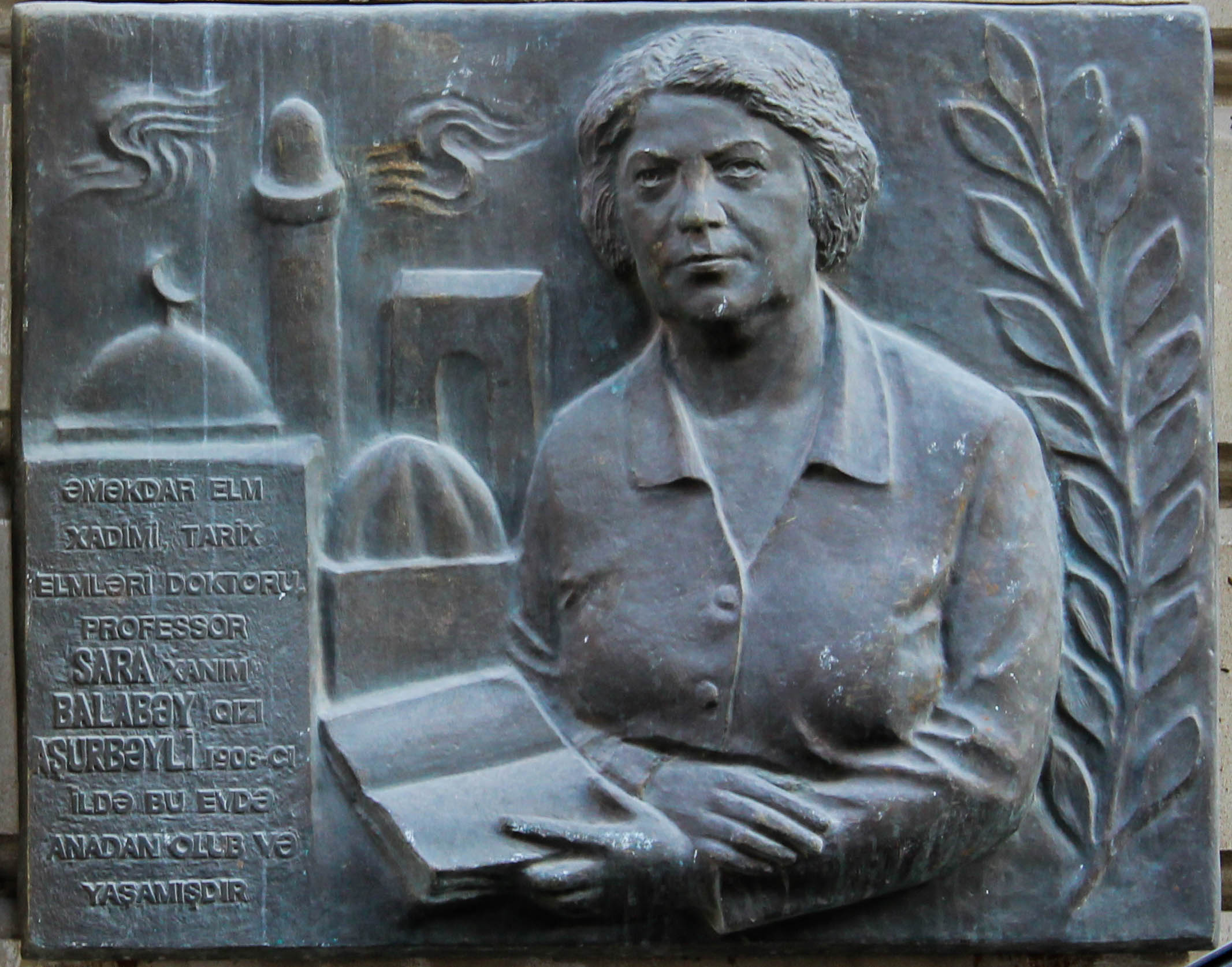
Flachrelief von Sara Aşurbəyli in Baku

Sara Aşurbəyli (deutsch Sara Aschurbeili, russisch Сара Ашурбейли; * 14. Januarjul. / 27. Januar 1906greg. in Baku; † 17. Juli 2001 ebenda) war eine aserbaidschanisch-sowjetische Historikerin und Malerin.

## Leben

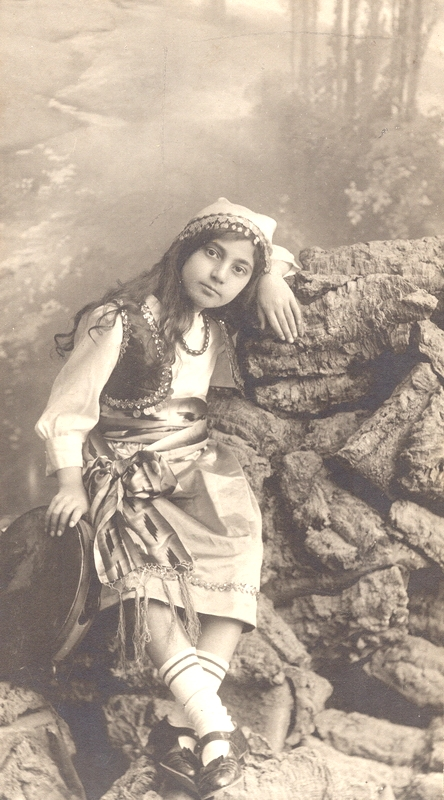
Sara Aşurbəyli

Aşurbəyli war die Tochter des Ölindustriellen und Mäzens Balabəy Aşurbəyli aus dem Afschar-Stamm, der sich 1904 von dem Architekten Józef Gosławski ein prächtiges Haus in der Bakuer Widadi-Straße bauen ließ. Sie hatte vier Schwestern und einen Bruder. Sie erhielten eine gute klassische Bildung. Nach dem Einmarsch der Roten Armee in Baku am 27. April 1920 emigrierte die Familie in die Türkei. Aşurbəyli besuchte das Collège Jeanne D’Arc in Istanbul, das sie 1925 mit Auszeichnung abschloss.

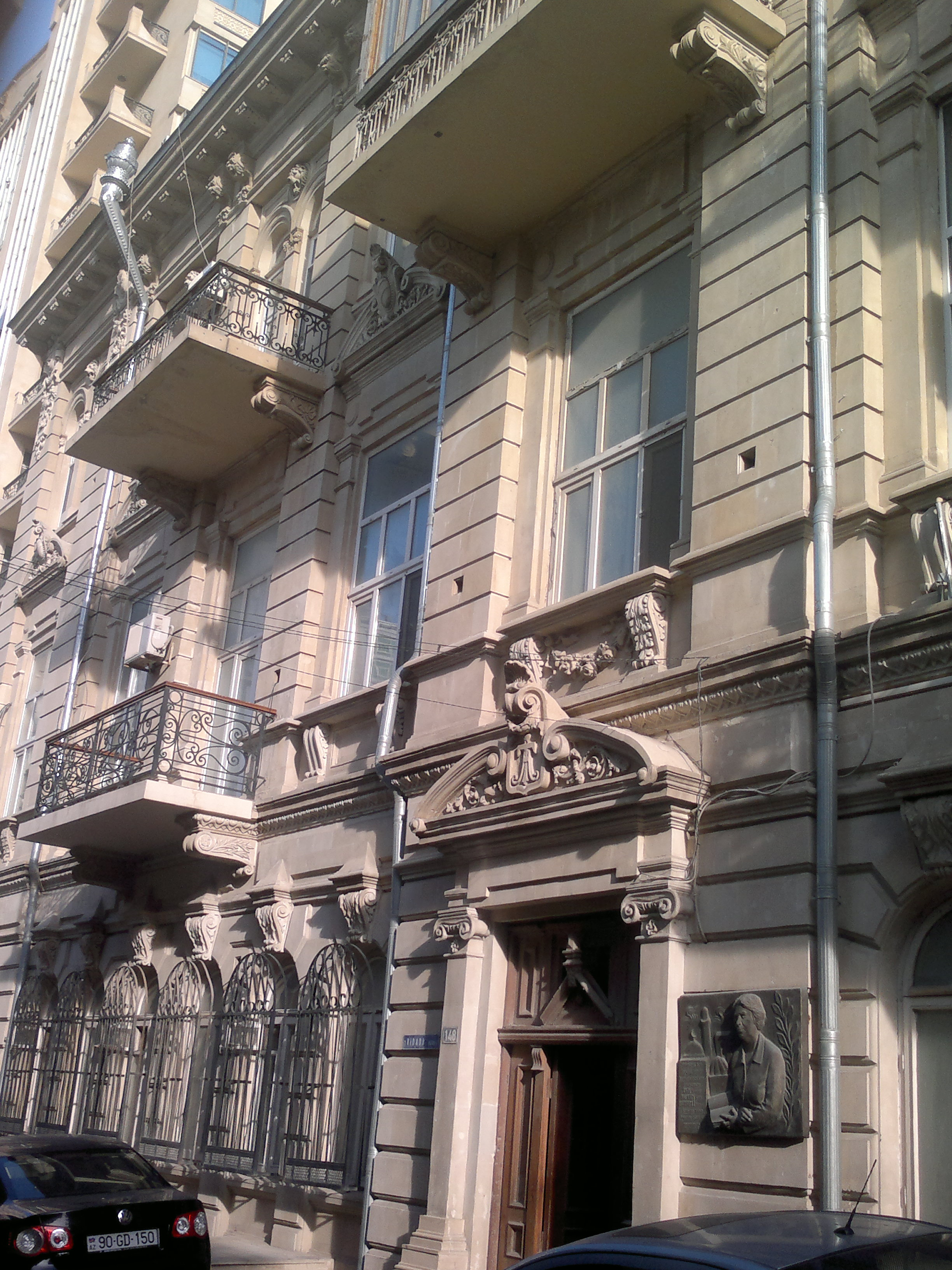
Geburts- und Wohnhaus Sara Aşurbəylis, Widadi-Straße 148, Baku

Nach der Einführung der Neue Ökonomischen Politik (NEP) war die Familie nach Baku zurückgekehrt. Aşurbəyli begann 1925 das Studium an der Aserbaidschanischen Staatlichen Universität in Baku, das sie 1930 in der Geschichtswissenschaft-Abteilung der Orientalistik-Fakultät abschloss.
Nach dem Studium wurde Aşurbəyli Mitarbeiterin des Museums für Geschichte Aserbaidschans in Baku. Bis 1933 arbeitete sie in der Abteilung für Geschichte und Ethnographie. Sie war an der Gestaltung von Ausstellungen und eines Reiseführers beteiligt, in denen sie die verschiedenen Nationalitäten in Aserbaidschan darstellte.
Aşurbəylis Vater war enteignet worden. Er wurde später verhaftet und nach Karaganda verbannt, so dass Aşurbəyli nun die Tochter eines Volksfeinds war. Während des Großen Terrors wurde er in Karaganda vom NKWD am 25. März 1937 verhaftet und am 17. August 1937 nach Artikel 58 des Strafgesetzbuches der RSFSR zur Höchststrafe, d. h. Tod durch Erschießen, verurteilt.
Aşurbəyli konnte wegen ihrer Herkunft nicht mehr auf ihrem Fachgebiet arbeiten, so dass sie sich als Lehrerin am Gymnasium und als Fremdsprachenlehrerin an der Musikakademie Baku durchschlug. Sie hatte sich seit ihrer Jugend für Kunst begeistert. Sie spielte Klavier und liebte die Musik Üzeyir Hacıbəyovs, Fikrət Əmirovs und Frédéric Chopins und hörte gern dem Tenor Bülbül zu. Sie absolvierte nun das Studium an der Əzim-Əzimzadə-Kunstschule in Baku mit Abschluss 1941. Ihre Diplomarbeit war ein Stillleben. Während des Deutsch-Sowjetischen Kriegs arbeitete sie als Bühnenbildnerin am Aserbaidschanischen Theater in Baku. Im Oktober 1942 wurde ihr Mann Bachram Gusseinsade verhaftet und wie ihr Vater zum Tode durch Erschießen verurteilt, aber 1943 wurde das Urteil in 10 Jahre Haft umgeändert. Aşurbəyli wurde 1946 Mitglied der Union der Künstler Aserbaidschans. Ihre frühen Werke blieben in ihrem Besitz und sind erhalten. Ihre bedeutendsten Gemälde sind Der Khanspalast von Şəki und Der See Göygöl. Ihr größtes Bild (96 × 200 cm2) stellt wieder den See Göygöl dar und wurde 1956 dem Museum der Geschichte Aserbaidschans übergeben.
Aşurbəyli erstellte eine Kandidat-Dissertation, die sie 1949 am Leningrader Institut für Orientalistik erfolgreich verteidigte. 1956 gelang es ihr, dank der Hilfe Səməd Vurğuns Leiterin der Mittelalter-Abteilung des Museums für Geschichte Aserbaidschans zu werden, wo sie als Historikerin bis 1958 arbeitete. Dann wechselte sie zum Institut für Orientalistik der Akademie der Wissenschaften Aserbaidschans. 1964 verteidigte sie ihre Doktor-Dissertation im Institut für Geschichte der Akademie der Wissenschaften Georgiens, worauf sie 1966 zum Doktor der historischen Wissenschaften promoviert wurde. Ab 1993 arbeitete sie im Institut für Archäologie und Ethnographie der  Akademie der Wissenschaften Aserbaidschans.
Die Schwerpunkte der Forschungsarbeit Aşurbəylis waren die Geschichte Bakus und der Staat der Schirwanschahs sowie die wirtschaftlichen und kulturellen Verbindungen Aserbaidschans mit Indien im Mittelalter. Sie schrieb etwa 100 geschichtliche Artikel für die Aserbaidschanische Sowjet-Enzyklopädie. Sie gab die russische Übersetzung der englischen Geschichte Schirwans und Darbands von Wladimir Fjodorowitsch Minorski heraus. Sie übersetzte Friedrich August Marschall von Biebersteins französische Beschreibung der Provinzen auf der Ostseite des Kaspischen Meeres ins Russische und ebenso ein 1789 in Paris erschienenes Werk Əbdürrəşid Bakuvis.
Aşurbəyli stellte fest, dass bereits in der Zeit der Hunnen Aserbaidschan von Türken besiedelt war. Dem widersprach der sowjetisch-russische Ethnologe Wiktor Alexandrowitsch Schnirelman, nach dem in Übereinstimmung mit der weltweit akzeptierten Vorstellung die Türkisierung Aserbaidschans im 11.–13. Jahrhundert stattfand.

## Ehrungen, Preise
- Orden der Völkerfreundschaft
- Staatspreis der Aserbaidschanischen Sozialistischen Sowjetrepublik
- Şöhrət-Orden[1]
- Verdienter Wissenschaftler der Republik Aserbaidschan
- Abbasgulu-Bakıkhanov-Preis[3]
- Zeynalabdin-Taghiyev-Nationalpreis[3]
- Frau des Jahres (1998)[3]